# Kabinett Kuhnt
Das Kabinett Kuhnt (Landesdirektorium) bildete vom 11. November 1918 bis Juni 1919 die Landesregierung des Freistaates Oldenburg.
| Amt                              | Name                                                                           | Partei              |
| -------------------------------- | ------------------------------------------------------------------------------ | ------------------- |
| Präsident des Landesdirektoriums | Bernhard Kuhnt bis 3. März 1919                                                | USPD                |
| Mitglied des Landesdirektoriums  | Paul Hug Karl Heitmann August Jordan Julius Meyer Theodor Tantzen Franz Driver | SPD SPD DDP Zentrum |
| Minister                         | Otto Graepel Hermann Scheer                                                    | parteilos parteilos |